# Xã Mantorville, Quận Dodge, Minnesota
Xã Mantorville (tiếng Anh: Mantorville Township) là một xã thuộc quận Dodge, tiểu bang Minnesota, Hoa Kỳ. Năm 2010, dân số của xã này là 1.926 người.